# Candelária (Madalena)
Candelária es una freguesia portuguesa del concelho de Madalena, con 31,72 km² de superficie y 892 habitantes (2001). Su densidad de población es de 28,1 hab/km².